# S106 (Almere)
De s106 was een stadsroute in Almere; deze weg liep over de Buitenring. 
De weg behoort tot de provinciale weg N702, welke sinds 2015 als zodanig bewegwijzerd wordt. 
Het gaat om een buiten de bebouwde kom gelegen autoweg. Deze kent tussen de aansluiting met rijksweg A6 en de rotonde met de Bosranddreef en de Jac P Thijsseweg een maximumsnelheid van 100 km/u; op het resterende traject is de maximumsnelheid beperkt tot 80 km/u.
De weg, die een onderdeel van de Ring Almere vormde, verbond de A6 ter hoogte van afrit 8 met de Tussenring (s104) en de Hogering (s101).
  ·   ·   ·   ·   · 